# 岐阜市立境川中学校
岐阜市立境川中学校（ぎふしりつ さかいがわちゅうがっこう）は、岐阜県岐阜市柳津町上佐波東三丁目にある公立中学校。

## 概要
- 校舎は旧・羽島郡柳津町にある。校名は近くを流れる境川より。
- 1963年、岐阜市南部（旧・鶉村、日置江村）と柳津町西部（旧・佐波村）を校区とする岐阜市羽島郡柳津町中学校組合立南部中学校と、柳津町東部を校区とする柳津町立蘇西中学校を統合し、新たに開校した中学校である。

## 沿革
- 1963年（昭和38年）4月1日 - 岐阜市羽島郡柳津町中学校組合立南部中学校と柳津町立蘇西中学校が統合され、「岐阜市羽島郡柳津町中学校組合立境川中学校」として開校。校舎は蘇西中学校の校舎を使用。
- 1964年（昭和39年） - 現在地に新築移転。
- 1980年（昭和55年） - 北舎増築。
- 1985年（昭和60年） - 南舎増築。
- 2006年（平成18年）1月1日 - 羽島郡柳津町が岐阜市に編入合併。「岐阜市立境川中学校」に改称。

## 進学前小学校
小学校区は以下の通り
- 岐阜市立柳津小学校
- 岐阜市立鶉小学校
- 岐阜市立且格小学校

## 周辺施設
- 岐阜県立羽島北高等学校
- 岐阜県立華陽フロンティア高等学校
- 岐阜聖徳学園大学
- 岐阜聖徳学園大学附属高等学校
- 岐阜聖徳学園大学附属中学校
- 岐阜聖徳学園大学附属小学校
- カラフルタウン岐阜
- イオン柳津店

## 交通機関
- 岐阜バス

茜部三田洞線「中佐波」バス停より徒歩約10分。